# Kazuya Okazaki (futbolista)
Kazuya Okazaki (岡﨑 和也 Okazaki Kazuya?, nacido el 28 de julio de 1991 en Higashi-ku, Hiroshima, Hiroshima) es un futbolista japonés que se desempeña como centrocampista.

## Trayectoria

### Clubes
| Club                     | País     | Año         |
| ------------------------ | -------- | ----------- |
| Fagiano Okayama          | Japón    | 2010 - 2013 |
| Albirex Niigata Singapur | Singapur | 2014        |
| Verspah Oita             | Japón    | 2015        |

## Estadística de carrera

### J. League
| Club            | Año   | J. League | J. League | Copa J. League | Copa J. League | Total | Total |
| Club            | Año   | Part.     | Goles     | Part.          | Goles          | Part. | Goles |
| --------------- | ----- | --------- | --------- | -------------- | -------------- | ----- | ----- |
| Fagiano Okayama | 2010  | 0         | 0         | -              | -              | 0     | 0     |
| Fagiano Okayama | 2011  | 0         | 0         | -              | -              | 0     | 0     |
| Fagiano Okayama | 2012  | 3         | 0         | -              | -              | 3     | 0     |
| Fagiano Okayama | 2013  | 0         | 0         | -              | -              | 0     | 0     |
| Total           | Total | 3         | 0         | 0              | 0              | 3     | 0     |